# Nova Olímpia
Nova Olímpia est une municipalité brésilienne située dans l'État du Mato Grosso.